# Siay
Siay est une localité de la province du Zamboanga Sibugay, aux Philippines. En 2015, elle compte 41 572 habitants.